# Ninian von Whithorn

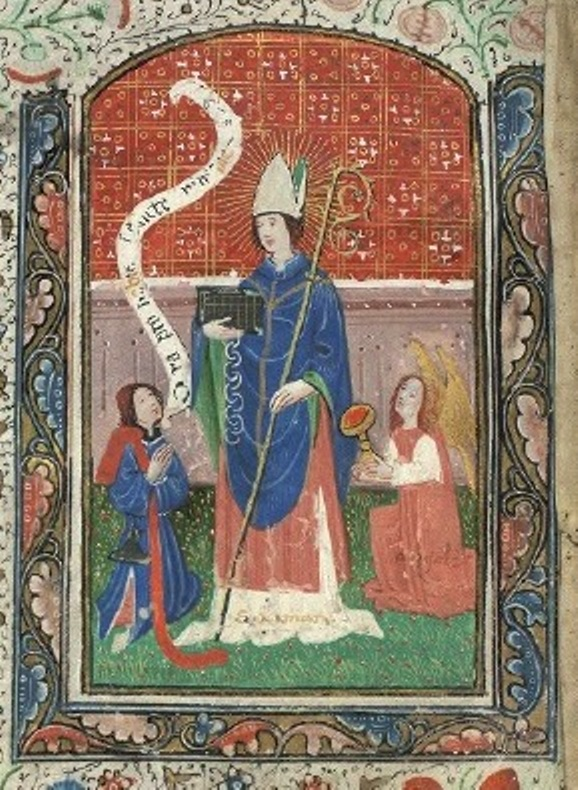
Ninian von Whithorn, Stifterbild im Stundenbuch der Jungfrau und des heiligen Ninian, 15. Jahrhundert

Ninian von Whithorn, auch Nynia, († vielleicht um 432 in Whithorn, einer Ortschaft der The Machars) war laut Überlieferung der erste Glaubensbote bei den südlichen Pikten und Gründungsbischof von Whithorn. Er wird von Katholiken und Anglikanern als Heiliger verehrt. In Schottland und Nordengland sind zahlreiche Kirchen nach ihm benannt. Sein Gedenktag ist der 16. September.

## Überlieferung
Die älteste Erwähnung Ninians findet sich in der Historia ecclesiastica gentis Anglorum des Beda Venerabilis († 735):
| Namque ipsi australes Picti, qui intra eosdem montes habent sedes, multo ante tempore, ut perhibent, relicto errore idolatriae, fidem ueritatis acceperant, praedicante eis uerbum Nynia episcopo reuerentissimo et sanctissimo uiro de natione Brettonum, qui erat Romae regulariter fidem et mysteria ueritatis edoctus; cuius sedem episcopatus, sancti Martini episcopi nomine et ecclesia insignem, ubi ipse etiam corpore una cum pluribus sanctis requiescit, iam nunc Anglorum gens obtinet. Qui locus, ad prouinciam Berniciorum pertinens, uulgo uocatur Ad Candidam Casam, eo quod ibi ecclesiam de lapide, insolito Brettonibus more fecerit. |  | „Denn sie, die südlichen Pikten, die diesseits der genannten Berge wohnen, hatten vor langer Zeit, wie man erzählt, vom Irrtum des Götzendienstes abgelassen und den Glauben an die Wahrheit angenommen, als Nynia, der verehrungswürdige und heilige Bischof, ein Brite, ihnen das Wort verkündete. Dieser hatte in Rom den wahren Glauben und die Heilsgeheimnisse ordnungsgemäß studiert. Seinen Bischofssitz, berühmt durch die nach dem heiligen Bischof Martin benannte Kirche, wo er selbst zusammen mit mehreren Heiligen dem Leibe nach ruht, besitzt jetzt das Volk der Angeln. Der Ort, zur Provinz Bernicia gehörig, heißt im Volk Zum Weißen Haus, weil er dort eine Steinkirche errichtete, wie es die Briten nicht kannten.“ |

Beda bezieht sich möglicherweise auf eine ältere Lokalüberlieferung des Klosters Whithorn („Weißhaus“), die jedoch nicht verifizierbar ist. Er schiebt den Passus in seinen Bericht über die Mission Kolumbans von Iona im 6. Jahrhundert ein, zu dessen Zeit Ninians Wirken schon „lange“ (multo ante tempore) zurückgelegen habe.
Im 12. Jahrhundert verfasste Aelred von Rievaulx eine legendarisch ausgeschmückte Lebensgeschichte Ninians, als deren Quellen er Beda sowie eine andere, „in Barbarensprache geschriebene“ Biografie angibt. Aelred berichtet, dass Ninian während des Baus der Kirche in Whithorn vom Tod des hl. Martin erfahren und die Kirche daraufhin nach ihm benannt habe. Martins Todesjahr 397 wäre dann ein Fixdatum für Ninians Wirkungszeit. Allerdings gibt es an dieser Frühdatierung viele Zweifel. In neuerer Zeit wurde versucht, Ninian mit anderen Personen aus der Zeit der Christianisierung Schottlands zu identifizieren. Von seinem Grab in Whithorn, das im Mittelalter ein viel besuchtes Wallfahrtsziel war, sind keine Spuren vorhanden.

## Rezeption der Verehrung
Im Rahmen seines Besuchs in Großbritannien 2010 nahm Benedikt XVI. an der Feier des St.-Ninian-Tags teil. Aus Anlass des Besuchs wurde ein eigenes Tartan zum Gedenken an Ninian entworfen.
Unter anderem ist die australische Kirche St. Ninian und St. Chad (Maylands) ihm gewidmet.